# 克利茨
克利茨是德国萨克森-安哈尔特州的一个市镇。总面积66.46平方公里，总人口1618人，其中男性813人，女性805人（2011年12月31日），人口密度24人/平方公里。